# Lidoire (ruisseau)
Pour les articles homonymes, voir Lidoire.
La Lidoire est un ruisseau français de la région Nouvelle-Aquitaine qui coule dans les départements de la Dordogne et de la Gironde. C'est un affluent de la Dordogne en rive droite.

## Hydronymie
La première apparition écrite connue de ce nom remonte à 1674, sous la forme « Lidouyre ».
Lidoire proviendrait selon certains érudits de la racine gauloise °lit- signifiant « large »[réf. nécessaire].
Pourtant, un certain nombre d'hydronymes gaulois ont donné en langue romane ledus, ledo, ledis, lidus, liddus, loedus... attestés  par leurs graphies en latin médiéval,. Il est possible de remonter au mot gallo-romain ledus ou ledum désignant un banal cours d'eau, un flux d'eau, un flux continu (d'eau). L'hydronyme ancien du monde gaulois pourrait dans ce cadre hypothétique se décomposer en led-awa, signifiant « flux d'eau » ou mieux led-awa-ar avec rajout d'une racine maîtresse en ar ou aar, en partie superflue car elle signifie également « eau vive »[réf. nécessaire].
En occitan, le cours d'eau porte le nom de Lidoira.

## Géographie

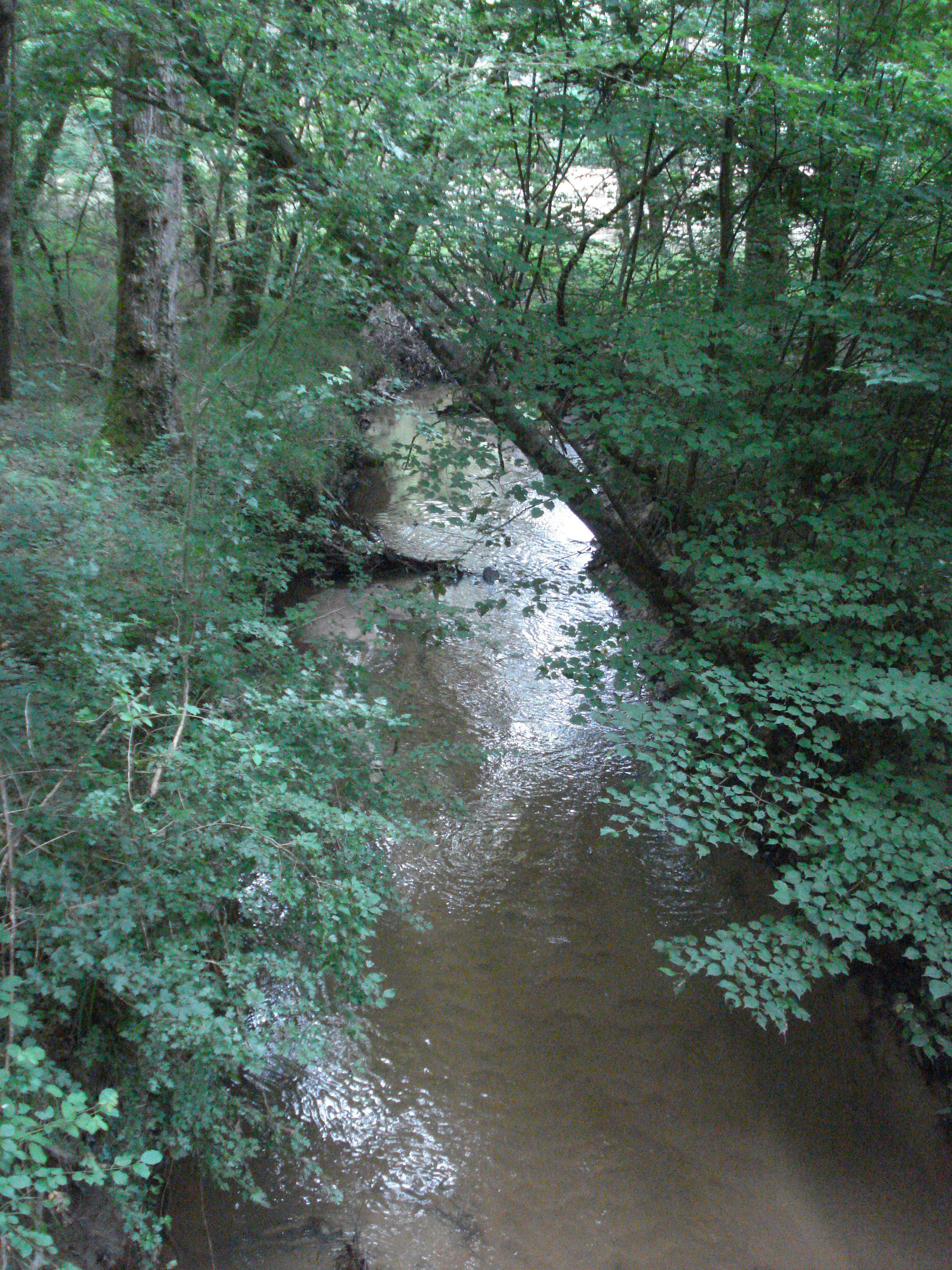
La Lidoire près de Fraisse.

La Lidoire prend sa source à 116 mètres d'altitude en Dordogne, dans la forêt du Landais sur la commune de Bosset, 400 mètres au nord-ouest du bourg.
Elle passe sous la route départementale (RD) 13 au pont du Landais puis sous la RD 20 au pont des Frênes. Elle reçoit en rive gauche la Planche puis la Boucardia, affluent de rive gauche d'un bras secondaire. Elle est rejointe en rive droite par son affluent le plus long, le Tord, puis passe sous la RD 708 au pont de la Fon du Bas. Elle est grossie en rive gauche par la Léchou (appelée ruisseau de Roudier dans sa partie amont), est franchie par le GR 646 au pont de la Mouthe puis reçoit successivement en rive droite la Bidonne et le Fayat, juste avant de passer sous la RD 11 au pont Cyrano de Bergerac et d'être rejointe en rive gauche par le Tord (homonyme du Tord). Elle est franchie par la RD 10 au pont de Palot (ou pont de Saint-Avit) et reçoit en rive droite le Rieutord. Elle passe sous la RD 9 et est grossie en rive droite par son affluent le plus important en termes de bassin, le Lechout (également orthographié Léchou ou Lechou) et sert à partir de ce moment de limite départementale entre la Dordogne et la Gironde. Deux autres affluents la rejoignent en rive droite, le ruisseau de l'Anguille et le ruisseau de la Brande. La Lidoire est franchie par la ligne ferroviaire Coutras-Tulle puis la RD 936 au pont de Mounan.
Elle conflue avec la Dordogne, à 2 mètres d'altitude, en limite des communes de Castillon-la-Bataille et Lamothe-Montravel, face à Mouliets-et-Villemartin, un kilomètre à l'est du centre-ville de Castillon-la-Bataille.
Les sept derniers kilomètres de son cours marquent la limite entre les départements de la Gironde à l'ouest (communes de Gardegan-et-Tourtirac, Belvès-de-Castillon et Castillon-la-Bataille) et de la Dordogne à l'est (communes de Saint-Michel-de-Montaigne et Lamothe-Montravel).
S'écoulant globalement de l'est-nord-est vers l'ouest-sud-ouest en forêt du Landais, la Lidoire est longue de 49,46 km. Avec un dénivelé de 114 mètres, sa pente moyenne s'établit à 2,30 mètres par kilomètre, ce qui est très faible et explique la très forte sinuosité du cours d'eau.

### Communes et départements traversés
En Dordogne et en Gironde, la Lidoire arrose 19 communes, :
- Dordogne :
  - Bosset (source)
  - Saint-Géry
  - Fraisse
  - Monfaucon
  - Saint-Géraud-de-Corps
  - Saint-Méard-de-Gurçon
  - Carsac-de-Gurson
  - Saint-Rémy
  - Saint-Martin-de-Gurson
  - Montpeyroux
  - Montazeau
  - Saint-Vivien
  - Bonneville-et-Saint-Avit-de-Fumadières
  - Montcaret
  - Saint-Michel-de-Montaigne
  - Lamothe-Montravel (confluence avec la Dordogne)
- Gironde :
  - Gardegan-et-Tourtirac
  - Belvès-de-Castillon[Note 3]
  - Castillon-la-Bataille (confluence avec la Dordogne)

### Affluents et nombre de Strahler
Parmi les 28 affluents de la Lidoire répertoriés par le Sandre, onze sont pourvus d’un nom ; d'amont vers l'aval, ce sont :
- la Planche[7], longue de 3,73 km en rive gauche ;
- la Boucardia[8], longue de 2,43 km, affluent de rive gauche d'un bras de la Lidoire ;
- le Tord[9], long de 11,48 km en rive droite ;
- la Léchou[10], ou ruisseau de Roudier dans sa partie amont, longue de 9,12 km en rive gauche ;
- la Bidonne[11], longue de 7,06 km en rive droite ;
- le Fayat[12], long de 3,76 km en rive droite ;
- le Tord[13], long de 4,08 km en rive gauche ;
- le Rieutord[14], long de 2,5 km en rive droite ;
- le Lechout[15], long de 9,71 km en rive droite, ou le Léchou[16], ou le Lechou[17] ; il est à noter que sur le Géoportail, deux orthographes coexistent : le Lechout avec la carte au 1/20000[18] et le Léchou avec carte au 1/10000[19] ; les quatre derniers kilomètres de son cours marquent la limite entre Gironde à l'ouest (communes des Salles-de-Castillon et de Gardegan-et-Tourtirac) et Dordogne à l'est (communes de Montpeyroux et de Saint-Michel-de-Montaigne) ;
- le ruisseau de l'Anguille[20], long de 4,65 km en rive droite ;
- le ruisseau de la Brande[21], long de 1,63 km en rive droite.

Le Sandre répertorie également trois bras à la Lidoire : un premier en limite de Monfaucon et de Saint-Géraud-de-Corps, un autre à Saint-Méard-de-Gurçon et le dernier en limite de Carsac-de-Gurson et de Montazeau.
Le Lechout a un affluent le ruisseau de Coudot qui a un affluent le ruisseau de la Gueyraude ayant lui-même un affluent le ruisseau de Puygueyraud. De ce fait, le nombre de Strahler de la Lidoire est de cinq.

### Bassin versant
Le bassin versant de la Lidoire comprend cinq zones hydrographiques : « La Lidoire de sa source au confluent du Roudier », « La Lidoire du confluent du Roudier (inclus) au confluent du [toponyme inconnu] », « La Lidoire du confluent du [toponyme inconnu] (inclus) au confluent du Lechout », « La Lidoire du confluent du Lechout au confluent de la Dordogne » et « Le Lechout », au sein du bassin DCE beaucoup plus étendu « La Garonne, l'Adour, la Dordogne, la Charente et les cours d'eau côtiers charentais et aquitains ». Il en tangente deux autres à sa confluence avec la Dordogne : « La Dordogne du confluent de la Duréze au confluent de la Lidoire » et « La Dordogne du confluent de la Lidoire au confluent de la Gamage ».
Outre les 19 communes arrosées par la Lidoire, le bassin versant en concerne neuf autres :
- Beaupouyet bordée au sud par le Tord[9] sur deux kilomètres, face à Saint-Géraud-de-Corps ;
- Francs où le ruisseau de Coudot, affluent du Lechout, prend sa source[25] ;
- Minzac bordée à l'ouest sur trois kilomètres par le ruisseau de Coudot[25], face à Francs et Les Salles-de-Castillon ;
- Port-Sainte-Foy-et-Ponchapt, que la Léchou borde au nord[10] sur un kilomètre et demi, face à Monfaucon ;
- Saint-Cibard bordée au sud-est sur 550 mètres, face aux Salles-de-Castillon, par le ruisseau de la Gueyraude[26], affluent du ruisseau de Coudot ;
- Saint-Georges-Blancaneix, bordée sur plus de 400 mètres par un ruisseau sans nom[28], affluent de rive gauche de la Lidoire, au lieu-dit la Brandisse, en limite de Fraisse ;
- Saint-Philippe-d'Aiguille où le ruisseau de Piqueroque[29], affluent du Lechout, prend sa source ;
- Saint-Sauveur-Lalande bordée au sud par le Tord[9] sur trois kilomètres, face à Saint-Géraud-de-Corps ;
- Villefranche-de-Lonchat où le Lechout prend sa source[15].

## Histoire
Le 17 juillet 1453, la bataille de Castillon a lieu sur les rives de la Lidoire. Opposant les troupes françaises, sur sa rive nord, et anglaises, entre Lidoire et Dordogne, la bataille s'achève par une victoire décisive des Français, mettant fin à la guerre de Cent Ans. Les Anglais quittent alors l'Aquitaine.
Sous l'Occupation, en 1940-1942, la ligne de démarcation suit en partie le cours de la Lidoire. Un poste-frontière est situé au pont du Mounan, entre Castillon et Lamothe-Montravel, séparant le canton de Castillon (zone occupée) et les cantons de Vélines, Villefranche-de-Lonchat et Sainte-Foy-la-Grande (zone libre). Les déplacements entre 8 h et 23 h 30 y étaient surveillés, la circulation étant interdite après cette dernière heure. En parallèle, des réseaux de passeurs s'y sont organisés.

## Environnement
Le bassin versant de la Lidoire est un sous-ensemble du bassin de la Dordogne, territoire d'une superficie de 24 000 km2 reconnu réserve de biosphère par l'UNESCO en juillet 2012 et se situe dans sa « zone de transition ».

## Sites et monuments à proximité
- À Saint-Michel-de-Montaigne, le château de Montaigne des XVIe et XVIIe siècles[33] et l’église Saint-Michel des XIIe, XVIe et XVIIe siècles[34].
- Le monument Talbot à Lamothe-Montravel, sur les bords de la Dordogne.
- À Castillon-la-Bataille, l’église Saint-Symphorien du XVIIIe siècle[35] et la porte du Midi, également appelée porte de Fer, du XIIIe siècle[36].

## Galerie de photos

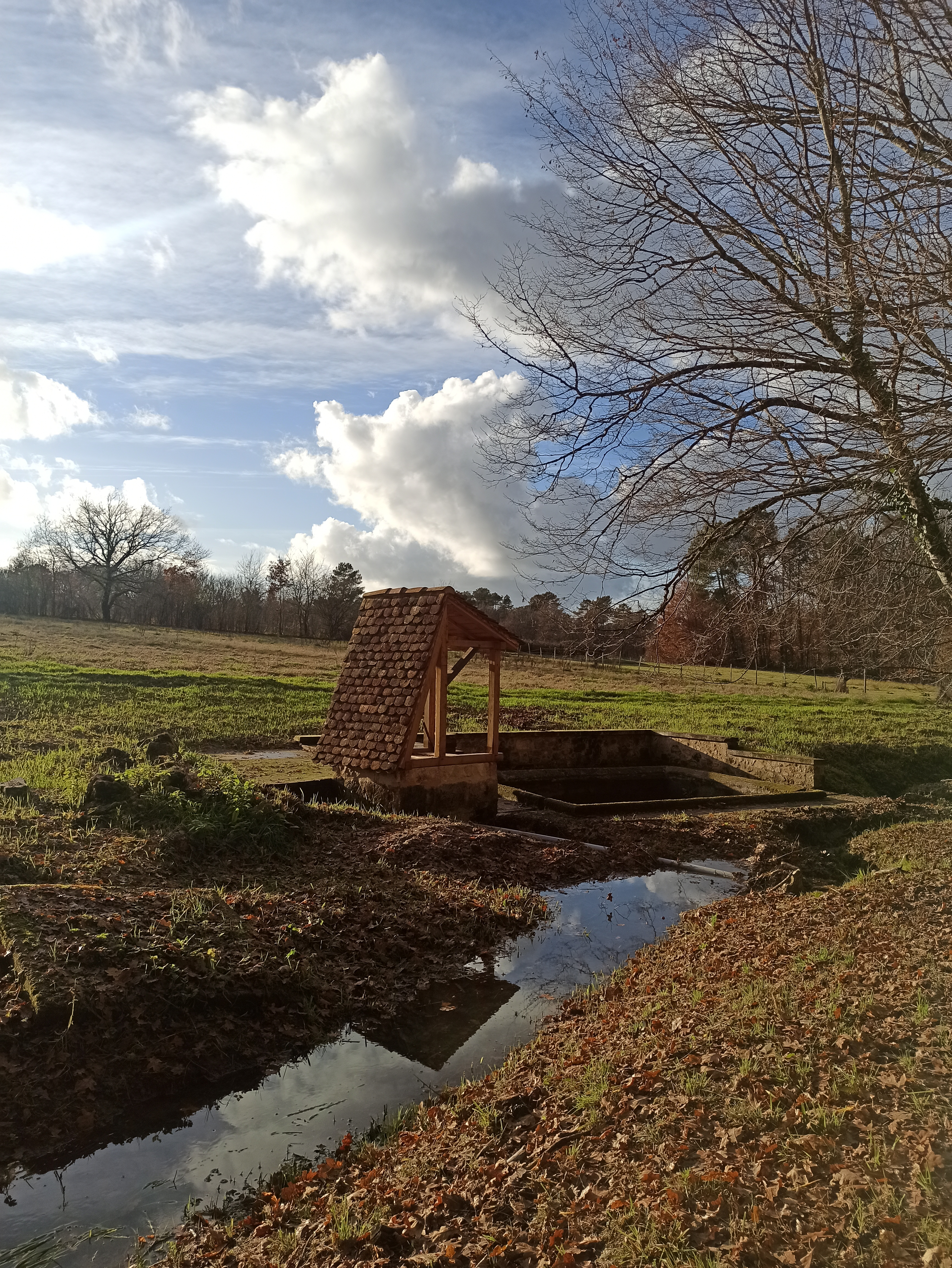
Lavoir à la source de la Lidoire, à Bosset.
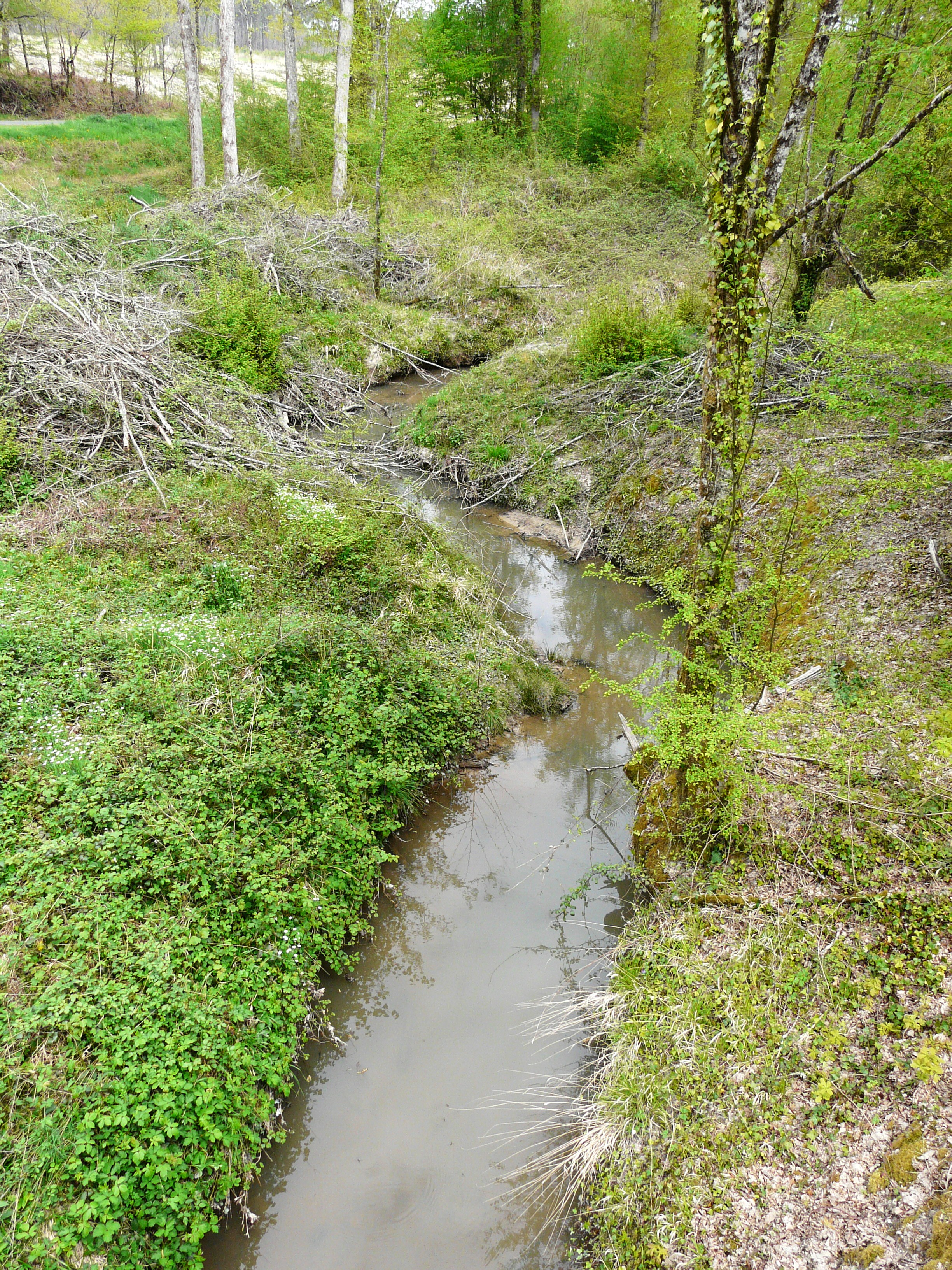
À Fraisse, au pont de la RD 13.
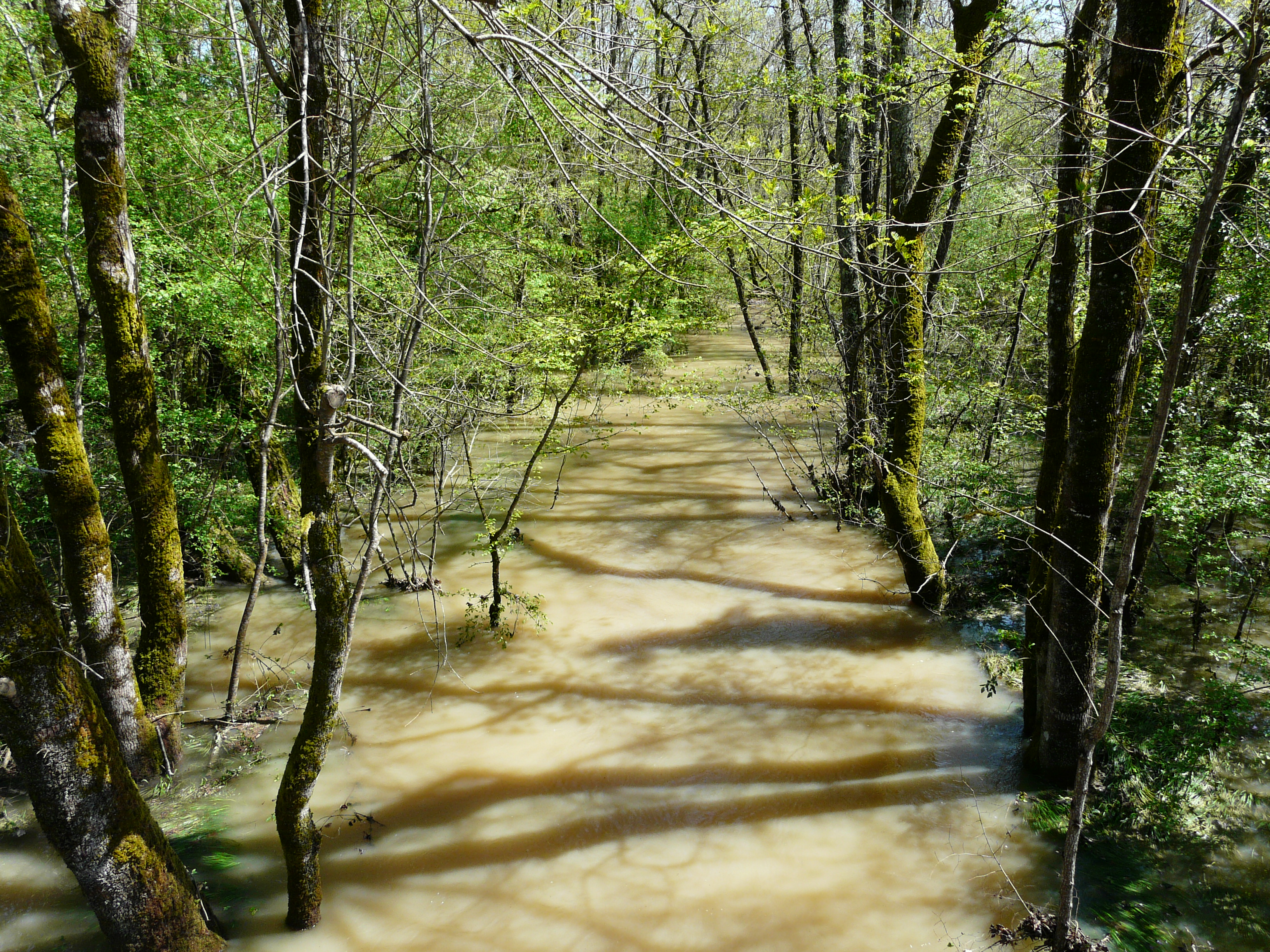
En crue au pont de la RD 708, en limite de Saint-Rémy et Saint-Méard-de-Gurçon.